# Boy Wonder
Boy Wonder, vlastním jménem Lukáš Jedlička,  (Trnava, Slovensko) je slovenský rapper a člen Ty Nikdy. V minulosti byl také součástí skupiny Turbo Boost společně s Torulem, Turbem T, Billym Hollywoodem a DJ Spankem.

## Diskografie
- Streetbiz 3 (mixtape, Turbo Boost)
- 2007: Boy Wonder, Billy Hollywood – Priamo Do Kosti & Hajpsluk
- 2007: Hovoriť Volne (EP, Turbo Boost)
- 2012: Uhladený Mladík (mixtape, DJ Spank)
- 2012: Špinavý poet
- 2013: BoyBand: Best of
- 2014: BoyBand: Galapágy
- 2022: Jeseň 2015: Človek z planéty Zem
- 2023: Single Player

### Singly
- Počujete Ma?
- Vidíte Ma?
- Jsem pro (s Ty Nikdy)
- Volám o pomoc
- Zverina feat. Boy Wonder – RAPMAN
- Čo o mne Vieš?
- Pandúri
- Život je lajf